# العلاقات الألمانية البوروندية
العلاقات الألمانية البوروندية هي العلاقات الثنائية التي تجمع بين ألمانيا وبوروندي.

## مقارنة بين البلدين
هذه مقارنة عامة ومرجعية للدولتين:
| وجه المقارنة                                              | ألمانيا                                                                              | بوروندي                                    |
| --------------------------------------------------------- | ------------------------------------------------------------------------------------ | ------------------------------------------ |
| المساحة (كم2)                                             | 357.41 ألف                                                                           | 27.83 ألف                                  |
| عدد السكان (نسمة)                                         | 81.29 مليون                                                                          | 10.86 مليون                                |
| الكثافة السكانية (ن./كم²)                                 | 227.44                                                                               | 390.23                                     |
| العاصمة                                                   | بون، برلين                                                                           | بوجومبورا، جيتيغا                          |
| اللغة الرسمية                                             | اللغة الألمانية                                                                      | اللغة الكيروندية، لغة فرنسية، لغة إنجليزية |
| العملة                                                    | يورو، مارك ألماني                                                                    | فرنك بوروندي                               |
| الناتج المحلي الإجمالي (بليون دولار)                      | 3.68 تريليون                                                                         | 3.48 مليار                                 |
| الناتج المحلي الإجمالي (تعادل القوة الشرائية) بليون دولار | 3.92 تريليون                                                                         | 8.13 مليار                                 |
| الناتج المحلي الإجمالي الاسمي للفرد دولار أمريكي          | 41.31 ألف                                                                            | 277                                        |
| الناتج المحلي الإجمالي للفرد دولار أمريكي                 | 46.40 ألف                                                                            | 77                                         |
| مؤشر التنمية البشرية                                      | 0.926                                                                                | 0.400                                      |
| رمز المكالمات الدولي                                      | +49                                                                                  | +257                                       |
| رمز الإنترنت                                              | .de                                                                                  | .bi                                        |
| المنطقة الزمنية                                           | توقيت وسط أوروبا، ت ع م+01:00، ت ع م+02:00، توقيت أوروبا الوسطى المعياري (ت غ م +1) ‏ | ت ع م+02:00                                |

## مدن متوأمة
في ما يلي قائمة باتفاقيات التوأمة بين مدن ألمانية وبوروندية:
- ترتبط آلب‌اشتاد مع Commune of Bisoro [الإنجليزية]‏ باتفاقية توأمة.

## منظمات دولية مشتركة
يشترك البلدان في عضوية مجموعة من المنظمات الدولية، منها:
| علم المنظمة | اسم المنظمة                                                | تاريخ انضمام ألمانيا | تاريخ انضمام بوروندي |
| ----------- | ---------------------------------------------------------- | -------------------- | -------------------- |
|             | مؤسسة التمويل الدولية                                      | 20 يوليو 1956        | 28 نوفمبر 1979       |
|             | منظمة حظر الأسلحة الكيميائية                               | 29 أبريل 1997        | ?                    |
|             | يونسكو                                                     | 11 يوليو 1951        | 16 نوفمبر 1962       |
|             | البنك الإفريقي للتنمية                                     | ?                    | ?                    |
|             | الاتحاد الدولي للاتصالات                                   | 1866                 | 16 فبراير 1963       |
|             | الأمم المتحدة                                              | 18 سبتمبر 1973       | 18 سبتمبر 1962       |
|             | منظمة الشرطة الجنائية الدولية                              | ?                    | ?                    |
|             | البنك الدولي للإنشاء والتعمير                              | 14 أغسطس 1952        | 28 سبتمبر 1963       |
|             | العملية المشتركة للاتحاد الأفريقي والأمم المتحدة في دارفور | ?                    | ?                    |
|             | الاتحاد البريدي العالمي                                    | 1 يوليو 1875         | ?                    |
|             | مؤسسة التنمية الدولية                                      | 24 سبتمبر 1960       | 28 سبتمبر 1963       |
|             | منظمة التجارة العالمية                                     | ?                    | 23 يوليو 1995        |
|             | المركز الدولي لتسوية المنازعات الاستشارية                  | 18 مايو 1969         | 5 ديسمبر 1969        |
|             | وكالة ضمان الاستثمار متعدد الأطراف                         | 12 أبريل 1988        | 10 مارس 1998         |

## أعلام
هذه قائمة لبعض الشخصيات التي تربطها علاقات بالبلدين:
- تيلو كيهرير (لاعب كرة قدم ألماني، 21 سبتمبر 1996[35] – )

## وصلات خارجية
- موقع وزارة الخارجية الألمانية